# In concerto dal Blue Moon di Ogliastro Marina 2
In concerto dal Blue Moon di Ogliastro Marina 2 è un album live di Franco Califano pubblicato nel 1992 dall'etichetta Fonit Cetra.

## Tracce
- Me 'nnamoro de te
- Tac
- L'ultima spiaggia
- L'ultimo amico va via
- Un'estate fa
- La malinconia
- La musica è finita
- Auguri
- Er tifoso
- Tutto il resto è noia
- Io per amarti
- Appunti sull'anima
- Attimi
- Sto con lei
- Bimba mia
- La solitudine
- Minuetto
- Moriremo 'nzieme